# 倫帕島
69°8′S 39°26′E / 69.133°S 39.433°E
倫帕島，是南極洲的島嶼，位於毛德皇后地的哈拉爾王子海岸，處於呂佐夫-霍爾姆灣東部，根據挪威探險隊拍攝的空中照片繪入地圖，現時由南極條約體系管理。